# 明党参
明党参（学名：Changium smyrnioides）是伞形科明党参属的唯一种，是中国的特有植物。

## 形态
多年生草本，全株无毛；根有两种：一种为纺锤形或椭圆形粗短根，一种为圆柱形细长根；叶子近三回三出式羽状全裂，基出，最终裂片线形；晚春开白色小花，复伞形花序；椭圆形果实。

## 分布
分布在中国大陆的江苏、安徽、浙江等地，生长于海拔200米至400米的地区，多生长在山地土壤肥厚的地方和山坡岩石缝隙中，目前尚未由人工引种栽培。

## 别名
山萝卜（浙江中药手册）、粉沙参（中药志）

## 外部連結
- 明黨參 Mingdangshen （页面存档备份，存于） 藥用植物圖像數據庫 (香港浸會大學中醫藥學院) （中文）（英文）
- 明黨參 中藥材圖像數據庫  (香港浸會大學中醫藥學院) （中文）（英文）
- 明黨參 Ming Dang Shen （页面存档备份，存于） 中藥標本數據庫 (香港浸會大學中醫藥學院) （繁體中文）（英文）